# اینیشان
اینیشان (به لاتین: Inishmaan) یک منطقهٔ مسکونی در جمهوری ایرلند است که در شهرستان گالوی واقع شده‌است. اینیشان ۱۵۷ نفر جمعیت دارد.